# 罗伯特·傅瑞磊
罗伯特·傅瑞磊（英語：Robert Thomas Fraley，1953年1月25日—）是一位美国遗传学家，曾任孟山都的执行副总裁和首席技术官。因在转基因植物上的贡献与玛丽-戴尔·奇尔顿和马克·范·蒙塔古共同获得了世界粮食奖。